# John Gerald Nicholson
John Gerald Nicholson, britanski general, * 1906, † 1979.